# سونيك تيم
سونيك تيم (بالإنجليزية: Sonic Team ؛ باليابانية: ソニックチーム، سونيكّو تشيمو) هي شركة تطوير ألعاب فيديو مملوكة لشركة سيجا تأسس في عام 1990، وكان يعرف باسم Sega AM8 (سيغا ايه أم 8). هو ستوديو بالولايات المتحدة، تابع لستوديوهات سيغا Sega Studios USA (ستوديوز يو اس ايه) ومن أهم الألعاب التي قام بتطويرها القنفذ سونيك وفانتاسي ستار وNights وبويو بويو.

## وصلات خارجية
- سونيك تيم على موقع ميوزك برينز (الإنجليزية)
- سونيك تيم على موقع ديسكوغز (الإنجليزية)
- Sonic Team's الموقع الرسمي (باليابانية)
- Sega official website